# Czerepyn (obwód czerkaski)
Czerepyn (ukr. Черепин) – wieś na Ukrainie, w obwodzie czerkaskim, w rejonie zwinogródzkim. W 2001 roku liczyła 464 mieszkańców.
Miejscowość powstała w XV wieku. W czasach radzieckich we wsi znajdowała się siedziba kołchozu „Komunar”.